# Reinold Geiger
Reinold Geiger (né le 10 juillet 1947) est un milliardaire autrichien et président-directeur général du détaillant français de cosmétiques L'Occitane en Provence. Sur la liste Forbes 2023, il était le 9e Autrichien le plus riche avec un capital net de 1,4 milliard de dollars.

## Éducation et carrière
Geiger, fils d'un menuisier, obtient une licence en ingénierie de l'École polytechnique fédérale de Zurich en 1969 et un MBA de l'INSEAD à Fontainebleau (France) en 1976,. Après avoir obtenu son diplôme, il fonde plusieurs petites entreprises, dont une entreprise de tourisme à Londres.
En 1978, Geiger fonde la société AMS Packaging à Paris, spécialisée dans la production d'emballages cosmétiques. Il vend ensuite l'entreprise en faisant un profit. En 1994, Geiger a commencé à investir plusieurs millions dans la petite entreprise de cosmétiques L'Occitane et en reprend ensuite la direction. Il a développe l'entreprise vers les marchés extra-européens pour en faire un groupe mondial. En 2010, l'entreprise entre à la bourse de Hong Kong en mai 2010,.
En 2021, il quitte ses fonctions de PDG de L'Occitane mais reste président-directeur général de l'entreprise. En 2023, Geiger détenait encore 70% de l’entreprise.
Forbes évalue sa valeur nette à 2,4 milliards de dollars en février 2024.

## Vie privée
Geiger était marié à Dominique Maze-Sencier jusqu'à sa mort en mai 2017. Le couple a eu 3 fils, Maximilien, Nicolas et Adrien. Geiger vit à Genève, en Suisse. Il possède des propriétés dans les Alpes, sur l'Île de Ré et à Trancoso, au Brésil.